# Ipoacusia professionale
L'ipoacusia professionale è la perdita dell'udito che si verifica a causa di rischi associati all'attività lavorativa. Può essere di tipo neurosensoriale, conduttivo o misto. La gravità varia da lieve a profonda e in alcuni casi può essere associata all'acufene (ronzio nelle orecchie).
La causa più comune è l''esposizione a lungo termine a livelli di rumore pari ad almeno 80-85 decibel. Altre cause possono essere l'esposizione a determinati prodotti chimici e lesioni. Alcune delle sostanze chimiche che possono portare allo sviluppo di questa patologia sono stirene, toluene, piombo, mercurio, monossido di carbonio e acido cianidrico. Nella categoria delle lesioni includiamo esplosioni, oggetti appuntiti o scintille metalliche che perforano il timpano. La diagnosi viene effettuata mediante esame audiometrico.
A livello legislativo, le misure di prevenzione da adottare e che risultano efficaci includono: la riduzione dei livelli di rumore consentiti, l'utilizzo di dispositivi di protezione individuale (es. tappi per le orecchie) e la sostituzione delle sostanze chimiche tossiche con altre più sicure. Negli Stati Uniti, organizzazioni come l’Occupational Safety and Health Administration (OSHA), il National Institute for Occupational Safety and Health (NIOSH) e la Mine Safety and Health Administration (MSHA) lavorano per ridurre i rischi di danni all’udito attraverso una gerarchia di controlli.
L'ipoacusia professionale è una delle malattie professionali più comuni negli Stati Uniti. Nel mondo, almeno il 16% delle perdite uditive significative negli adulti è dovuta all'esposizione professionale. Negli Stati Uniti ne è affetta circa la metà dell'intera forza lavoro I settori con i più alti livelli di perdita dell'udito includono le attività estrattive, l'industria manifatturiera e l'edilizia. Nel 2016 negli Stati Uniti, il 17% di coloro che lavoravano nel settore minerario, il 16% di dei lavoratori edili e il 14% dei lavoratori attivi nel settore manifatturiero erano affetti da problemi di udito. Tali percentuali si riducono per coloro che lavorano in polizia, come vigili del fuoco e come paramedici con una percentuale media intorno al 7%.